# George Steer
George Lowther Steer (1909 – 25 de diciembre de 1944) fue un periodista británico nacido en Sudáfrica. Estuvo como corresponsal de guerra en las contiendas precedentes a la Segunda Guerra Mundial, especialmente en la Segunda Guerra Italo-Etíope y en la guerra civil española. Durante ese tiempo fue empleado en el periódico The Times y sus relatos de primera mano alertaron a las naciones sobre los crímenes de guerra cometidos por los italianos en Etiopía y los alemanes en España, aunque posteriormente la Sociedad de Naciones no hiciera nada para evitarlos. 

## Juventud
Su padre era director de periódico. Steer estudió arte y cultura clásica en Londres, en el Winchester College y en la Christ Church de Oxford. Empezó su carrera periodística en Sudáfrica, y posteriormente trabajó en Londres para el Yorkshire Post.

## Corresponsal de guerra
En 1935 Steer cubrió la invasión italiana de Etiopía por el Times y alertó de que las fuerzas italianas usaron gas mostaza. Steer hizo amistad con el emperador Haile Selassie I de Etiopía. Posteriormente el emperador se convirtió en el padrino del hijo de Steer.
En 1937 le enviaron para que informara de la guerra civil española. Ganó reputación con su publicación sobre el bombardeo de Guernica el 26 de abril de 1937. Su telegrama a Londres describía las cubiertas alemanas de las bombas y el uso de termita como elemento incendiario para lanzar una lluvia de fuego sobre el pueblo. Su relato inspiró a Pablo Picasso para reflejar todas esas atrocidades, para la posteridad, en su cuadro Guernica.
El tono antifascista de los reportajes de Steer llevó al Times a dejar de usar sus servicios. La línea editorial del periódico con la guerra era neutral, y su editor, Geoffrey Dawson, simpatizaba en privado con los nacionalistas de Francisco Franco. Steer volvió a Sudáfrica y en su libro Judgment on German Africa documentó los intentos de Alemania para socavar las bases de sus antiguas colonias africanas.
Después del estallido de la Segunda Guerra Mundial, el Daily Telegraph envió a Steer a Finlandia para cubrir la Guerra de Invierno. Allí vio los efectos de los bombardeos de varios pueblos fineses por parte de los soviéticos, intentando intimidar a la población, como pasó en Guernica.

## Vida personal
En mayo de 1936, mientras los saqueadores asolaban Adís Abeba en torno suyo y se tomaba un respiro del trabajo de salvación, Steer se casó con la corresponsal francesa Margarita Herrero. Al poco, fue deportado por las autoridades italianas, junto con otros europeos, por ayudar a la oposición.
Margarita Steer murió mientras daba a luz en Londres, mientras Steer estaba informando sobre la guerra civil española. Posteriormente se casó con Esme Barton.
En 2006 el pueblo de Guernica honró a George Steer con un busto de bronce y una calle en su memoria. En 2010 la ciudad de Bilbao inauguró la calle George Steer, evento al que asistió Barton George Steer, el hijo del periodista, y su nieta Sophie.

## Servicio militar y fallecimiento
En junio de 1940 se unió al Ejército Británico y dirigió una unidad de propaganda cuando las tropas británicas empezaron a luchar contra las italianas en Etiopía. Después de la derrota de los italianos en 1941, Steer influyó en la restauración de Haile Selassie en el trono. 
Posteriormente Steer fue enviado a la India para dirigir una Unidad de Propaganda de Campo en Bengala. Murió en un accidente cuando viajaba en un jeep del Ejército que él mismo conducía, en Birmania, el 25 de diciembre de 1944.
- Datos: Q5544815
- Multimedia: George Steer / Q5544815